# Austrolebias viarius
Austrolebias viarius är en fiskart som först beskrevs av Vaz-ferreira, Sierra de Soriano och Scaglia de Paulete, 1964.  Austrolebias viarius ingår i släktet Austrolebias och familjen Rivulidae. Inga underarter finns listade.